# Oberreute
Oberreute é um município da Alemanha, localizada no distrito de Lindau, no estado de Baviera.